# Antillotrecha iviei
Espèce
Antillotrecha iviei est une espèce de solifuges de la famille des Ammotrechidae.

## Distribution
Cette espèce est endémique de Sombrero à Anguilla.

## Description
La femelle holotype mesure 9,8 mm.
Les mâles mesurent de 7,95 à 9,10 mm.

## Étymologie
Cette espèce est nommée en l'honneur de Michael A. Ivie.

## Publication originale
- Armas, 2002 : Nueva especie de "Antillotrecha" Armas, 1994 (Solifugae: Ammotrechidae) de Sombrero, Antillas Menores. Revista ibérica de aracnología, vol. 6, p. 177-179 (texte intégral).